# Callisema elongata
Callisema elongata är en skalbaggsart som beskrevs av Maria Helena M. Galileo och Martins 1992. Callisema elongata ingår i släktet Callisema och familjen långhorningar.
Artens utbredningsområde är Venezuela. Inga underarter finns listade.